# Dom zu Odense

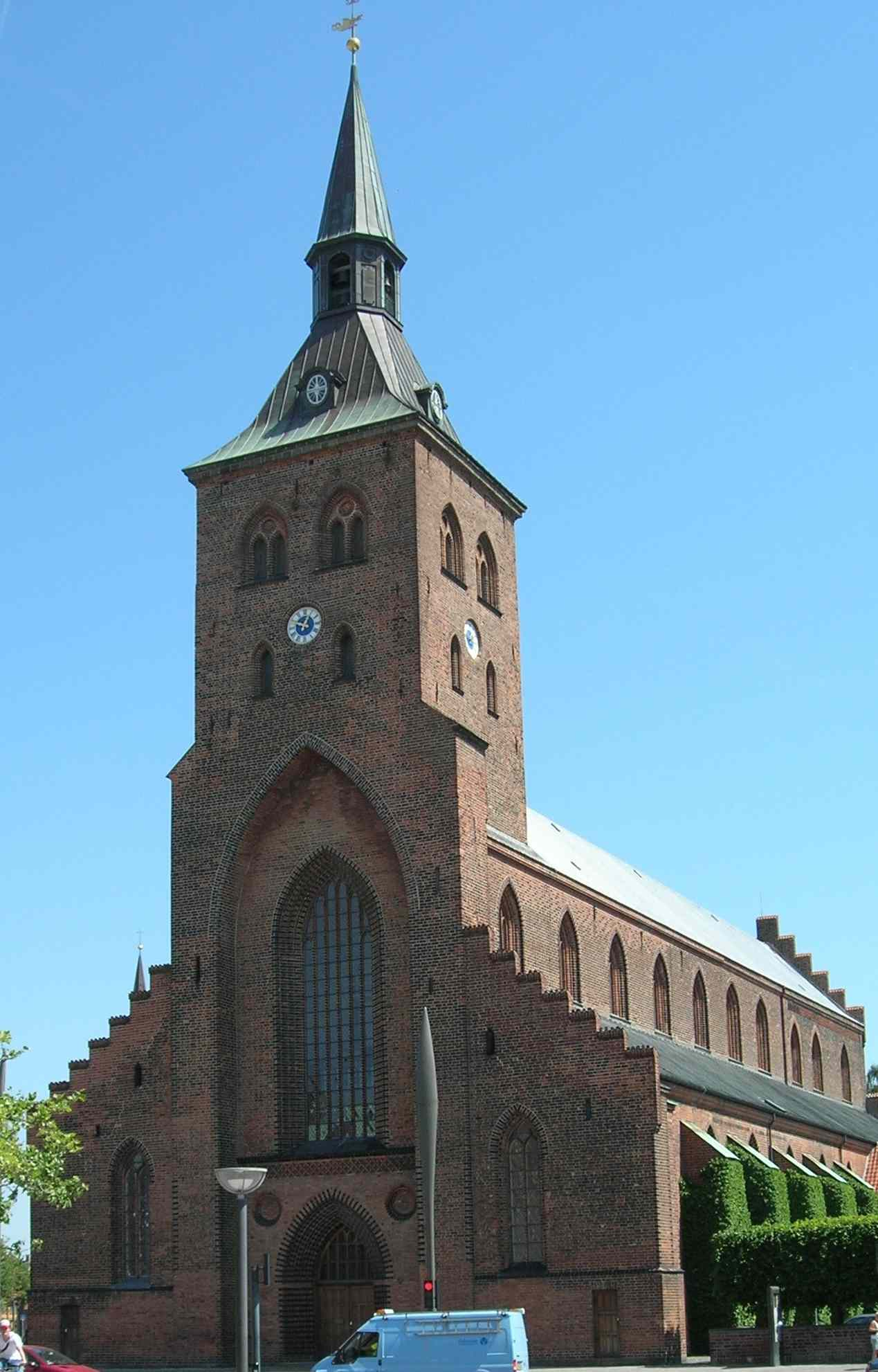
Sankt Knuds Kirke

Der St.-Knuds-Dom zu Odense (dänisch Odense Domkirke, Sankt Knuds Kirke) ist die Bischofskirche des Bistums Fünen in Dänemark.

## Politischer Rahmen
Bereits vor 988 wurde ein Bistum namens Othinia (heutiges Odense) als Suffraganbistum von Hamburg-Bremen gegründet. Es umfasste auch die südlichen dänischen Ostseeinseln. 1072 fiel es unter die Gerichtsbarkeit des Bistums Roskilde, wurde aber bereits kurz danach dem Erzbistum Lund untergeordnet.
Der Namensgeber König Knud IV. wurde am 10. Juli 1086 mit 17 Gefolgsleuten, darunter sein Bruder Benedikt, in unmittelbarer Nähe – in der Albani-Kirche – von Aufständischen erschlagen und vierzehn Jahre später heiliggesprochen. An seinem Grab unter dem Hochaltar der neuen Kirche fanden der Überlieferung nach Wunderheilungen von Blinden, Tauben und Kranken statt.

## Baugeschichte

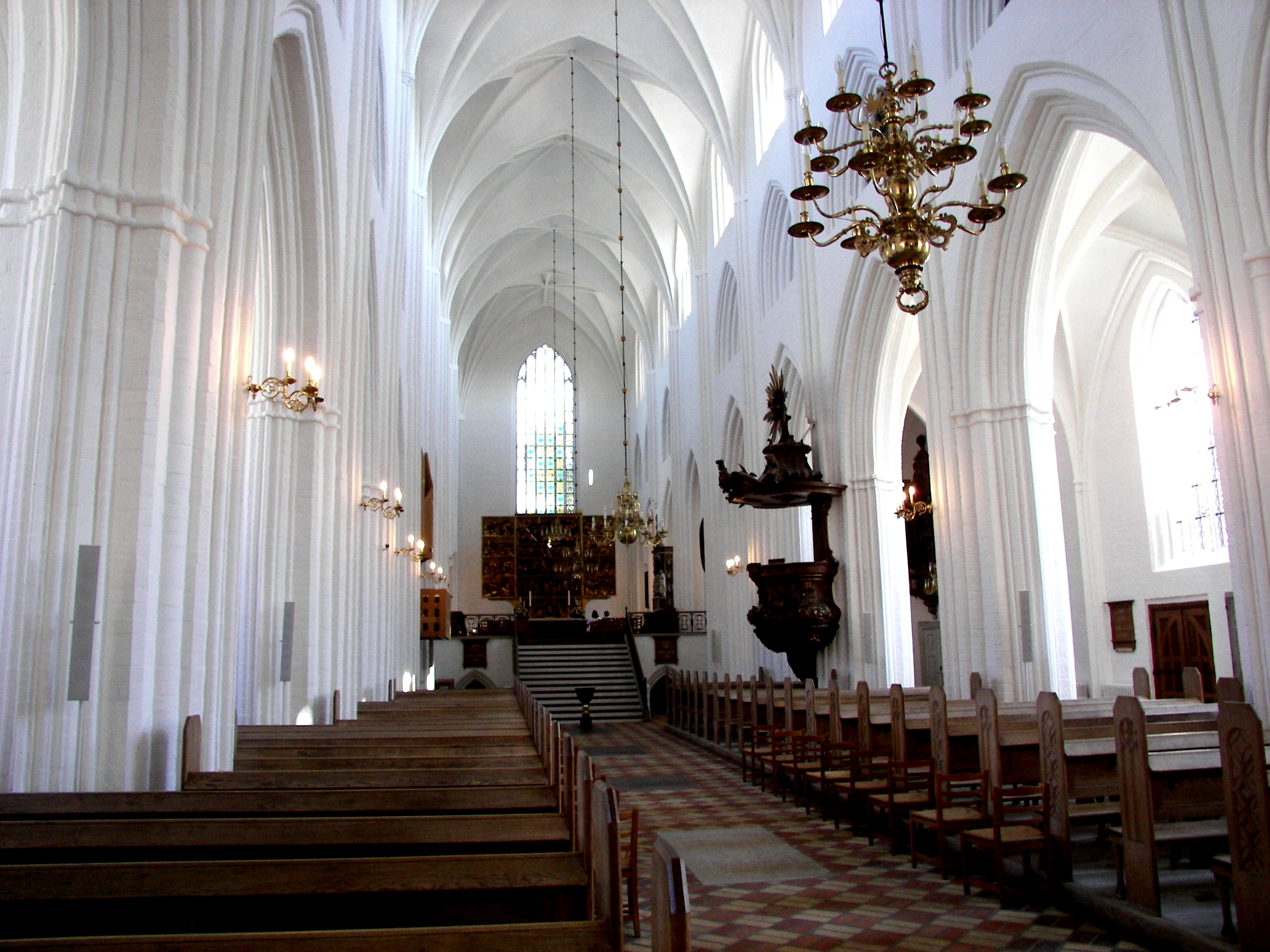
Blick aus dem Langhaus in den deutlich höher liegenden Chor

Die erste Kirche am Ort, Sankt Albani, hatte etwas nordöstlich gestanden. Die dreischiffige hölzernen Kreuzbasilika mit überwölbter Krypta konnte großenteils durch archäologische Grabungen erschlossen werden. Über den Westabschluss mit einem oder zwei Türmen besteht allerdings Unklarheit.
Bald nach der Ermordung Knuds begann man südwestlich der Albanikirche mit der Errichtung des direkten Vorgängers des heutigen Doms. Das Bauwerk aus Travertin sollte fast so groß werden wie der damals gerade erst begonnene Dom zu Lund. 1095 war der Bau so weit gediehen, dass der Leichnam Knuds in die Krypta überführt werden konnte, also noch vor seiner Heiligsprechung am 10. Juli 1100. 1122 wurde die Kirche fertiggestellt und auf Knuds Namen geweiht. Über ihre Gestalt fehlen genauere Informationen. Ein Stadtbrand verwüstete Odense 1247. Er wird als Grund für den Bau der heutigen Kirche gesehen.
Mit der Errichtung dieses gotischen Gotteshauses wurde allerdings erst 1280 begonnen. Die gewölbte Backsteinbasilika wurde auf den Fundamenten der Travertinkirche errichtet. Vom romanischen Vorgänger wurde die Krypta und damit der das hohe Fußbodenniveau des Chors übernommen, und der gerade Chorabschluss. Der Charakter des Gebäudes ist jedoch neu und entspricht der Backsteingotik – nicht nur der südlichen Ostseeküste. Zunächst wurden Langhaus und Chor errichtet. Mitte des 15. Jahrhunderts wurde dann das zwischen beiden stehende Querhaus aus Travertin abgerissen und durch eine gerade Fortsetzung des Langhauses ersetzt. Dieser Verzicht auf ein Querhaus ist eine besonders starke Abweichung vom Vorgängerbau. Wie schon der frühgotisch begonnene Magdeburger Dom und die (nach Zerstörung durch den Deutschen Orden) ab 1340 gotisch wiederaufgebaute Kathedrale von Gniezno hat der Dom zu Odense keine Strebebögen.
Nach 1466 begann man den Glockenturm zu planen, der schließlich 1586 fertiggestellt wurde. Im Turm sind fünf Glocken untergebracht von 1300, 1597, 1677, 1767 und 1880.

## Ausstattung

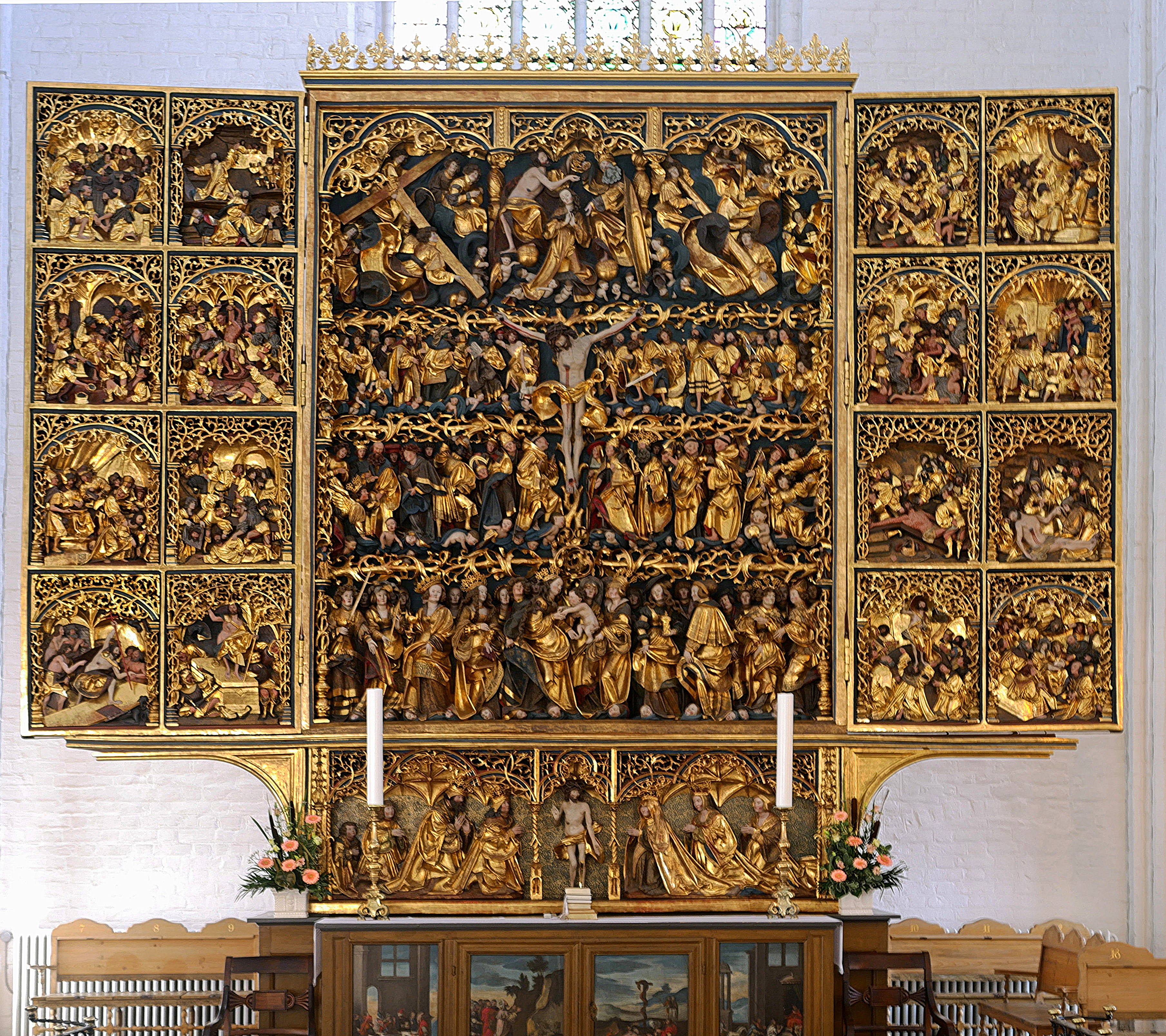
Gotischer Altar

Prunkstück der Kirche ist ein Altar von 1521, das Hauptwerk des Lübecker Holzschnitzers Claus Berg. Er weist Ähnlichkeiten mit dem ebenfalls von Berg stammenden Altar in der Wittstocker Marienkirche auf. Er stammt aus der 1807 abgebrochenen Franziskanerkirche.
Bei der letzten Restaurierung 1870 wurde die Krypta wieder freigelegt, die während der Reformation geschlossen wurde. Knuds und Benedikts Überreste werden unterhalb des Altars in der Nähe der Krypta aufbewahrt. Christina von Sachsen wurde in der Kirche bestattet.
Ein Epitaph zur Erinnerung an Christoph von Dohna, der ebenfalls in der Kirche bestattet wurde, wird Willem van den Blocke zugeschrieben.

## Orgel

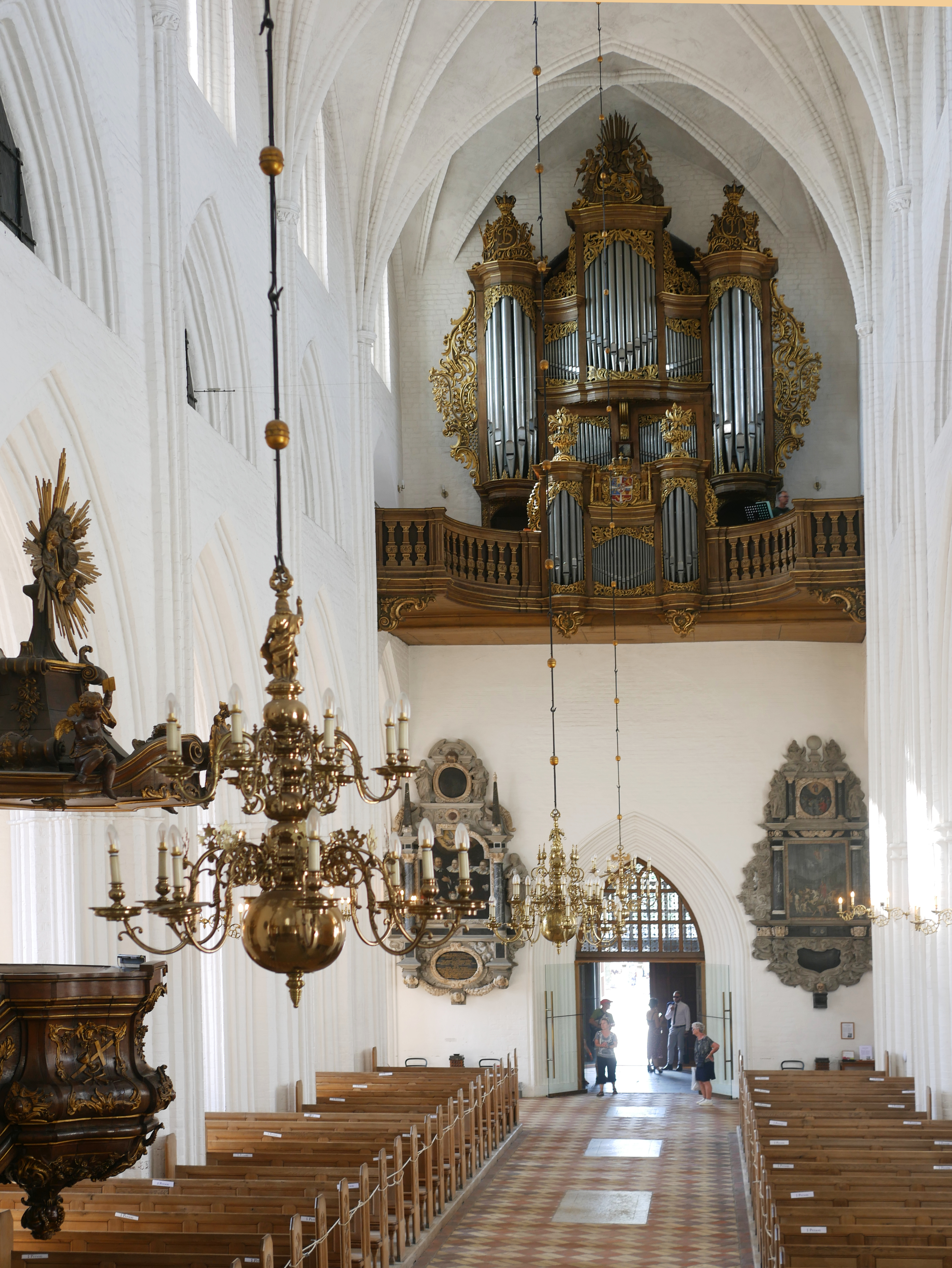
Orgelprospekt mit Rückpositiv

Der barocke Orgelprospekt stammt aus dem Jahr 1756 wurde von Amdi Worm gefertigt. Daher befindet sich ein Orgelwerk der Orgelbaufirma Marcussen & Søn, das in drei Bauphasen 1862, 1935 und 1965 errichtet wurde. Der Großteil des heutigen Instruments geht auf das Jahr 1965 zurück. 2006 wurde eine elektronische Setzeranlage mit 4 x 2000 Kombination hinzugefügt sowie ein weiteres Register im Schwellwerk (Crescendowerk), so dass die Orgel heute 57 Register auf vier Manualen und Pedal hat.
| I Hauptwerk C–g3 |       |
| Quintatön        | 16′   |
| Principal        | 8′    |
| Spidsfløjte      | 8′    |
| Oktav            | 4′    |
| Spidsfløjte      | 4′    |
| Quint            | 2 ⁄3′ |
| Oktav            | 2′    |
| Mixtur V         |       |
| Scharf IV        |       |
| Trompet          | 16′   |
| Trompet          | 8′    |

| II Rückpositiv C–g3 |       |
| Principal           | 8′    |
| Quintatön           | 8′    |
| Gedakt              | 8′    |
| Oktav               | 4′    |
| Rørfløjte           | 4′    |
| Oktav               | 2′    |
| Gemshorn            | 2′    |
| Quint               | 1 ⁄3′ |
| Sesquialtera II     |       |
| Scharf IV–VI        |       |
| Dulcian             | 16′   |
| Krumhorn            | 8′    |
| Tremulant           |       |
| Zimbelstern         |       |

| III Brustwerk C–g3 |     |
| Gedakt             | 8′  |
| Principal          | 4′  |
| Gedaktfløjte       | 4′  |
| Oktav              | 2′  |
| Waldfløjte         | 2′  |
| Sivfløjte          | 1′  |
| Cymbel III         |     |
| Regal              | 16′ |
| Skalmeje           | 8′  |
| Tremulant          |     |

| IV Crescendowerk C–g3 |        |
| Bordun                | 16′    |
| Rørfløjte             | 8′     |
| Fugara                | 8′     |
| Vox celeste           | 8′     |
| Principal             | 4′     |
| Traversfløjte         | 4′     |
| Spidsquint            | 2 ⁄3′  |
| Nathorn               | 2′     |
| Terz                  | 1 3⁄5′ |
| Oktav                 | 1′     |
| Mixtur IV–V           |        |
| Fagot                 | 16′    |
| Obo                   | 8′     |
| Tremulant             |        |

| Pedalwerk C–f1 |     |                            |
| Principal      | 16′ | (C-F akust. aus 8′+5 1⁄3′) |
| Subbas         | 16′ |                            |
| Oktav          | 8′  | (C-f aus Principal 16′)    |
| Gedakt         | 8′  | (C-f aus Subbas 16′)       |
| Oktav          | 4′  |                            |
| Hulfløjte      | 4′  |                            |
| Nathorn        | 2′  |                            |
| Mixtur VI      |     |                            |
| Basun          | 32′ | (c-f1 aus Basun 16′)       |
| Basun          | 16′ |                            |
| Trompet        | 8′  |                            |
| Trompet        | 4′  |                            |

- Koppeln: II/I, III/I, IV/I, IV/II (elektrisch), IV/III (elektrisch), I/P, II/P, III/P, IV/P
- Spielhilfen: Tutti, Generalcrescendo, Zungen- und Mixturenabsteller, 4 x 2000 Setzerkombinationen
- Traktur: mechanische Spieltraktur, pneumatische Registertraktur, Schleifladen

## Bischof
Die derzeitige Bischöfin der zur dänischen Volkskirche gehörenden Kirche ist Tine Lindhardt.